# Pteridrys syrmatica
Pteridrys syrmatica là một loài thực vật có mạch trong họ Dryopteridaceae. Loài này được (Willd.) C. Chr. & Ching miêu tả khoa học đầu tiên năm 1934.